# Lemmenjoki
A Lemmenjoki (finn nyelven: Lemmenjoki, észak-számi nyelven: Leammi)
folyó Finnország északi részén található, Lappföldön. A mintegy 80 kilométer hosszú folyó a Nautajänkäból ered, a Paatari tavon keresztül végül az Inari tóba ömlik.

## Nevének eredete
A Lemmenjoki tó neve a számi "Leammijohka" kifejezésből ered, amely meleg folyót jelent. A téves népi asszociáció miatt gyakran a finn "lempi" szóból eredeztetik nevét, amely a lemmen birtokos esetből ered, amely szerelem jelentéssel bír.
A folyó mentén jelölték ki a Lemmenjoki Nemzeti Park területét, amely nevét a folyóról kapta, és ez egyben ez Európa legnagyobb kiterjedésű nemzeti parkja.

## Fordítás
Ez a szócikk részben vagy egészben  a   Lemmenjoki River című angol Wikipédia-szócikk ezen változatának fordításán alapul.  Az eredeti cikk szerkesztőit annak laptörténete sorolja fel. Ez a jelzés csupán a megfogalmazás eredetét és a szerzői jogokat jelzi, nem szolgál a cikkben szereplő információk forrásmegjelöléseként.